# Otje (televisieserie)
Otje is een Nederlandse jeugdserie, gebaseerd op het gelijknamige boek Otje van Annie M.G. Schmidt. De serie werd uitgezonden door de AVRO van 3 oktober 1998 tot en met 9 januari 1999.

## Verhaal
Otje is een klein meisje dat samenleeft met haar vader, de kok Tos. Tos is een erg goede kok en werkt in hotel De Koperwiek, maar heeft geen papieren; die waren kwijtgeraakt in het computergebouw. Meneer Pardoes, zijn werkgever, weet dat Tos geen papieren heeft en daardoor nergens anders werk kan vinden. Daar maakt hij misbruik van door Tos maar heel weinig te betalen. Tos heeft verder nog een tweede probleem: hij wordt snel driftig, en als hij een driftbui heeft verliest hij zijn zelfbeheersing. Tos en Otje kennen verder een heleboel dieren zoals de hond Boef, de poes Betsie, Kwark de kraai, Toep de mus en de muizen Lodewijk en Suzie.
Uiteindelijk wordt Tos toch ontslagen door meneer Pardoes omdat hun muizenvriendjes Lodewijk en Suzie een diner met acht gasten op stelten zetten. Er zit niets anders op dan rond te trekken in Tos' bestelbusje op zoek naar werk, maar zonder papieren kan Tos alleen maar tijdelijke slecht betalende baantjes vinden. Bovendien worden ze overal weggejaagd want kamperen op parkeerterreinen en in natuurgebieden met een bestelbusje is volstrekt verboden! Ze worden dan ook achtervolgd door een politieagent en zijn hond Herman.
De vogels vinden het zo zielig dat Tos geen papieren heeft en proberen hem te helpen. Onder leiding van Kwark de kraai en Toep de mus stelen ze papieren voor Tos. Maar omdat de vogels niet begrijpen wat voor papieren het precies zijn, komen ze terug met snoeppapiertjes, kranten, brieven, en zelfs een stuk perkament. Op de lege achterzijde tekent Otje een portret van haar vader voor in het busje.
Ten slotte wil admiraal Strafport Tos op een zeereis meenemen om Kaapse raasdonders voor haar klaar te maken. Maar Otje moet thuisblijven want de admiraal wil geen kinderen op haar schip. Otje blijft zolang bij twee tantes logeren terwijl Tos op reis gaat. Maar bij terugkomst blijkt Otje weggelopen omdat de tantes de muizen Lodewijk en Suzie uit huis hebben gezet en met het vuilnis hebben meegegeven, omdat ze geen muizen in huis willen. Daar kunnen ze niet tegen, waardoor ze bij het zien van de muizen meteen een driftbui kregen. Tos wil naar de politie maar krijgt een driftbui wanneer hem daar om zijn papieren wordt gevraagd. Tos wordt overmeesterd, gedrogeerd en in een psychiatrische instelling  opgesloten, waar hij op een heel vervelende manier wordt behandeld voor zijn driftbuien. Gelukkig weet Otje hem er met behulp van de vriendelijke antiquair meneer Pijpetoon en de vogels weer uit te halen.
Otje en Tos zijn weer samen, en ze hebben nu weer wat geld. Maar Tos heeft nog steeds geen papieren en politiehond Herman en zijn baas zijn nog steeds naar hem op zoek. Maar een heel bijzonder papier brengt redding. Het perkament met het portret van Tos blijkt de oorkonde van de stad Kokkelburg te zijn. Dit ziet de burgemeester als Otje het portret van Tos tussen tekeningen ophangt die bestemd zijn voor een tekenwedstrijd. Hij is dolgelukkig: nu kan het 500-jarig stichtingsjubileum van de stad doorgaan en zijn ze geen dorp maar een stad, zodat ze een zwembad en een Bingohal mogen hebben. Tos krijgt als dank meteen papieren en zijn brandnetelsoep heeft zo'n faam gekregen dat hij werk aangeboden krijgt. Otje wordt uitgeroepen tot winnaar van de tekenwedstrijd en krijgt een erepenning van de stad als beloning voor het terugvinden van de oorkonde van Kokkelburg en voor haar tekening.
Hotel De Koperwiek is inmiddels zonder goede kok failliet gegaan, maar met zijn papieren kan Tos heel makkelijk geld van de bank lenen om het hotel te kopen (in de tv-serie krijgt Otje dit geld als dank voor het vinden van de oorkonde van Kokkelburg). Zo komt alles toch nog goed en neemt Tos Hotel De Koperwiek over.

## Rolverdeling
| Personage                   | Acteur/actrice       |
| --------------------------- | -------------------- |
| Otje                        | Anne Rats            |
| Tos                         | Nico de Vries        |
| Meneer Pardoes              | Freek van Muiswinkel |
| Mevrouw Pardoes             | Bea Meulman          |
| Wachtmeester Jansen         | Peter Bolhuis        |
| Meneer Pijpetoon            | Joost Prinsen        |
| Burgemeester van Kokkelburg | Carol van Herwijnen  |
| Ambtenaar                   | Koen Franse          |
| Bijambtenaren               | Martine Sandifort    |
| Bijambtenaren               | Johan Hoogeboom      |
| Garagehouder                | Geert Timmers        |
| Natuurmeneer de Boer        | René van 't Hof      |
| Admiraal Strafpoort         | Juul Vrijdag         |
| Jessie                      | Marjolijn Touw       |
| Juffrouw Ochtendster        | Marjolijn Touw       |
| Juffrouw Twiddel            | Jetty Mathurin       |
| Werknemer 103               | Joep Onderdelinden   |
| Zuster Snijbiet             | Hanneke Riemer       |
| Psychiater Dokter Spijker   | Walter Crommelin     |
| Tante Lena                  | Olga Zuiderhoek      |
| Tante Mies                  | Marjan Luif          |
| Tante Melia                 | Nelly Frijda         |
| Mevrouw Bontebaai           | Beppie Melissen      |
| Hoofdkok Dodo               | Luk van Mello        |
| Medewerker 101              | Luk van Mello        |
| Marieke Mets                | Marjolein Beumer     |
| Minister-president          | Helmert Woudenberg   |
| Fransman                    | Boris Stoikoff       |
| Een mevrouw                 | Mylou Frencken       |

## Poppen
| Personage             | Acteur/actrice         |
| --------------------- | ---------------------- |
| Verteller\Voice-over  | Kiki Heesels           |
| Poppenmaker           | Max Verstappen         |
| Suzie de muis         | Martine Sandifort      |
| Tortelduif            | Mieke Stemerdink       |
| Heppie                | Serge-Henri Valcke     |
| Herman de politiehond | Maarten van Roozendaal |
| Kwark de kraai        | Remko Vrijdag          |
| Tiet                  | Max Verstappen         |
| Boef de teef          | Marjolijn Touw         |
| Toep de mus           | Kiki Heesels           |
| Betsie de poes        | Martine Sandifort      |
| Lodewijk de muis      | Kasper van Kooten      |

## Afleveringen
| Aflevering | Titel                      | Uitzenddatum     |
| ---------- | -------------------------- | ---------------- |
| 1          | Grieven                    | 3 oktober 1998   |
| 2          | Een uitgebreide lunch      | 10 oktober 1998  |
| 3          | Op avontuur                | 17 oktober 1998  |
| 4          | Papieren                   | 31 oktober 1998  |
| 5          | Alles gaat mis             | 7 november 1998  |
| 6          | Hotel Bontebaai            | 14 november 1998 |
| 7          | Kaapse raasdonders         | 21 november 1998 |
| 8          | Bij de tantes              | 28 november 1998 |
| 9          | Het komt nooit meer goed   | 5 december 1998  |
| 10         | Hotel De Koperwiek         | 12 december 1998 |
| 11         | De redding                 | 19 december 1998 |
| 12         | De oorkonde van Kokkelburg | 2 januari 1999   |
| 13         | Beschuit met muisjes       | 9 januari 1999   |

## Opnamelocaties
- Het Provinciehuis (Noord-Brabant) in 's-Hertogenbosch werd gebruikt als decor voor de serie als het gemeentehuis/computergebouw van de stad Kokkelburg.
- Oranje Nassau's Oord is gelegen tussen de dorpen Renkum en Wageningen en werd gebruikt als filmlocatie en omgebouwd tot rusthuis Vredelief voor de serie. Niet alleen was het gebouw onderdeel van de serie, ook de personeelsleden spelen in de serie mee.
- Het landgoed Huize Vierhouten in Vierhouten werd gebruikt als decor voor de serie als Hotel de Koperwiek.
- De locatie van de winkel van meneer Pijpetoon (Veeteeltstraat 118, 1097 XB Amsterdam) werd opgenomen in Amsterdam in de wijk Betondorp. In werkelijkheid is het een huis dat als decor werd gebruikt voor de serie; de put waar de muizen Lodewijk en Suzie in zaten was ook decor voor de serie. Ook zijn er opnames gemaakt op de Brink in Betondorp.
- Het huis van de tantes in de serie bevindt zich op de Klaverwei 12 in Kokkelburg. In werkelijkheid is het Veeteeltstraat 130 (hoek Huismanshof), 1097 TH Amsterdam in de wijk Betondorp.
- De locatie van Hotel Bontebaai in de serie, werd opgenomen in Naarden bij Hotel NH Naarden.
- De scène waarin mevrouw en meneer Pardoes bordjes plaatsen met "Hotel de Koperwiek" erop uit aflevering 5 (Alles gaat mis) is opgenomen aan de buitenzijde van de Utrechtse Poort bij de Vesting Naarden in Naarden.